# Морфоз
Морфоз — ненаследственное изменение фенотипа организма в онтогенезе под влиянием экстремальных факторов среды. Морфозы имеют неадаптивный и часто необратимый характер. Часто это грубые изменения фенотипа, выходящие за пределы нормы реакции, в итоге развивается патология и может наблюдаться даже гибель организма.